# Água Quente (Distrito Federal)
| Região Administrativa de Água Quente           |                                                               |
|                                                |                                                               |
| \| \| \| \|                                    |                                                               |
| Região Administrativa XXXV                     |                                                               |
| Fundação: 21 de dezembro de 1992 (32 anos)     |                                                               |
| Lei de criação: 7191 de 21 de dezembro de 2022 |                                                               |
| Mapa de Água Quente                            |                                                               |
| Limites:                                       | Recanto das Emas, Samambaia, Santo Antônio do Descoberto (GO) |
| Distância de Brasília:                         | 47 km                                                         |
| Administrador(a):                              | Lucia Gomes da Silva                                          |
| Área                                           |                                                               |
| - Total                                        | 9,51 km²                                                      |
| População                                      |                                                               |
| - Total                                        | 35.000 habitantes 2023                                        |
| Site governamental                             | www.aguaquente.df.gov.br                                      |
|                                                |                                                               |
|                                                |                                                               |

Água Quente é uma região administrativa do Distrito Federal brasileiro. Faz divisa com Recanto das Emas, região administrativa à qual seu território pertencia  anteriormente, o desmembramento foi regulamentado por Ibaneis Rocha Júnior, na condição de governador do Distrito Federal através da lei lei nº 7.191/2022, aprovada pela Câmara Legislativa do Distrito Federal.

## História
Cortada pela rodovia transversal DF-280 e cercada por córregos e próxima ao Rio Descoberto, a região administrativa de Água Quente fica na divisa do Distrito Federal com Goiás, a cerca de 20 quilômetros da sede da Administração Regional do Recanto das Emas. A criação da nova Região Administrativa se deve a crescente expansão de núcleos rurais ainda na década de 1990, e teve como objetivo a melhoria da infraestrutura para os moradores da região, uma vez que a região passou a receber recursos próprios, antes descentralizados devido ao fato de pertencer à RA XV, Recanto das Emas. Água Quente foi fundada em 21 de dezembro de 1992, recebendo a condição de região administrativa, conforme a Lei 7191, de 21 de dezembro de 2022.

## Estrutura

### Saúde
A rede de saúde da RA Água Quente conta com duas Unidades Básicas de Saúde em condições precárias. Já há um projeto para construção de nova UBS e de uma Unidadde de Pronto Atendimento.

### Educação
A 35ª Região Administrativa possui quatro escolas: O Centro Educacional Myriam Ervilha, a Escola Classe Vila Buritis, o Centro de Educação Infantil Buritizinho e a recém-inaugurada Escola Classe Água Quente, além de uma creche em funcionamento e outra que está pronta, mas ainda não funciona. .

### Saneamento Básico
Água Quente não possui rede básica de drenagem e escoamento de água e esgoto. Ainda parcialmente pavimentado entretanto bem sinalizado, a região possui poucas calçadas adaptadas, mas já conta com trechos com postes de iluminação em LED, equipamentos instalados por parceria do DER com a CEB. O serviço de limpeza pública é realizado pela SLU, autarquia do governo do Distrito Federal.

### Transporte
Os moradores de Água Quente contam com linhas do sistema de transporte de ônibus do Distrito Federal, operadas pela concessionária Urbi e fazem os trajetos com destino a Samambaia, Recanto das Emas, Taguatinga e Plano Piloto.

## Política
A administração de Água Quente atualmente está sob a responsabilidade de Lúcia Gomes da Silva, a 1.ª administradora regional nomeada pelo governador Ibaneis Rocha Júnior durante um ato de anúncio de investimentos na Região Administrativa pouco antes da comemoração de um ano de emancipação da região. O deputado Jorge Vianna foi o responsável pela indicação da administradora Lúcia e equipe. No ano de 2024 várias conquistas chegaram a recém-criada cidade com a ajuda do líder comunitário, jornalista e influencer Djan Moreno. Entre eles, a ampliação das linhas de ônibus do transporte público, a realização de audiência pública da Câmara Legislativa do DF em Água Quente, mesmo a localidade já tendo cerca de 30 anos do início de sua urbanização. Atuante, o líder também tem cobrado os órgãos governamentais sobre a ampliação do efetivo policial e a duplicação da rodovia DF-280, que corta a cidade.
| Administrador (a) | Administrador (a)    | Período                              | Ref           |
| ----------------- | -------------------- | ------------------------------------ | ------------- |
| 1°                | Lúcia Gomes da Silva | 13 de junho de 2023 até a atualidade | [ 16 ] [ 17 ] |